# 17 grands succès de Rose Laurens
Albums de Rose Laurens
J'te prêterai jamais
(1990) Envie
(1996)
17 grands succès de Rose Laurens est une compilation de la chanteuse française Rose Laurens sortie au Québec en 1991.

## Liste des titres
1. Africa
  - extrait de l'album Déraisonnable, 1982
2. Le cœur chagrin
  - extrait de l'album Déraisonnable, 1982
3. Conversation
  - extrait de l'album Déraisonnable, 1982
4. La différence
  - extrait de l'album Déraisonnable, 1982
5. Stop vibration
  - extrait de l'album Écris ta vie sur moi, 1986
6. Le roi fou
  - extrait de l'album Déraisonnable, 1982
7. Vivre
  - extrait de l'album Vivre, 1983
8. La nuit
  - extrait de l'album Écris ta vie sur moi, 1986
9. Quand tu pars
  - extrait de l'album Écris ta vie sur moi, 1986
10. Chasseur d'images
  - extrait de l'album Vivre, 1983
11. T'envole pas sans moi
  - extrait de l'album Vivre, 1983
12. Mamy yoko
  - extrait de l'album Vivre, 1983
13. Déraisonnable
  - extrait de l'album Déraisonnable, 1982
14. La négresse blanche
  - extrait de l'album Vivre, 1983
15. Ecris ta vie sur moi
  - extrait de l'album Écris ta vie sur moi, 1986
16. Mon père
  - extrait de l'album Déraisonnable, 1982
17. Zodiacale
  - extrait de l'album Vivre, 1983